# Подводные лодки типа «Викинг»
Подводные лодки типа «Викинг» — перспективные подводные лодки, разрабатываемые совместным предприятием Viking Submarine Corporation,созданным шведской компанией  Kockums, норвежской Kongsberg Defense & Aerospace и датской Odense Steel Shipyard. В качестве наблюдателя и возможного будущего покупателя лодок «Викинг» в проекте участвовала Финляндия.
Целью проекта была разработка современного преемника шведских подводных лодок типа «Gotland», которые стоили бы втрое меньше немецких лодок Type 214. Первоначально планировалось, что с 2005 года шведские, датские и норвежские военно-морские силы закупят соответственно две, четыре и четыре подводные лодки этого типа.
Когда ВМС Дании объявили, что они с лета 2004 года полностью отказываются от подводных лодок, проект «Викинг» был заморожен. В настоящее время компания Kockums продолжает исследования в рамках проекта с перспективой их применения в будущей подводной лодке A26 для ВМС Швеции.
В 2015 году Damen Group и Saab Group объявили, что они объединились для совместной разработки и строительства подводных лодок следующего поколения, которые способны заменить нынешние подводные лодки типа «Валрус» ВМС Нидерландов . Предполагается, что конструкция будет заимствована у подводной лодки A26 .

## Внешние ссылки
- Официальный сайт компании Kockums.